# Catfights and Spotlights
„Catfights and Spotlights“ е шестият студиен албум на британската поп-група Шугабейбс издаден през октомври 2008. Албумът достига номер осем във Великобритания и с общи продажби от 23 000 копия във Великобритания и получава сребърна сертификация.

## Списък с песните

### Оригинален траклист
1. „Girls“ – 3:11
2. „You on a Good Day“ – 3:27
3. „No Can Do“ – 3:11
4. „Hanging on a Star“ – 3:22
5. „Side Chick“ – 3:40
6. „Unbreakable Heart“ – 3:52
7. „Sunday Rain“ – 4:01
8. „Every Heart Broken“ – 4:09
9. „Beware“ – 2:56
10. „Nothing's as Good as You“ – 3:03
11. „Sound of Goodbye“ – 4:23
12. „Can We Call a Truce“ – 4:33
13. „About You Now“ (акустична версия) – 2:46

### Интернационално дигитално издание
1. „Girls“ (радио редактиран) – 3:08

### Интернационално дигитално, Британско и Ирландско издание
1. „She's Like a Star“ (с Тайо Круз) – 2:43

### Британско и Ирландско дигитално издание
1. „Girls“ (радио редактиран) – 3:08
2. „Girls/Watershed“ (видеоклип) – 3:18